# Yusupovita
La yusupovita és un mineral de la classe dels silicats. Rep el seu nom de Rustam Gumirovich Yusupov (1935), un destacat mineralogista uzbek i curador del Museu Geològic de Taixkent, a l'Uzbekistan.

## Característiques
La yusupovita és un silicat de fórmula química Na₂Zr(Si₆O15)·2,5H₂O. Va ser aprovada com a espècie vàlida per l'Associació Mineralògica Internacional l'any 2014. Cristal·litza en el sistema monoclínic. Es troba en grans prismàtics d'uns 2 mil·límetres de mida, incrustats en reedmergnerita. És un mineral dimorf monoclínic de l'elpidita, que és ortoròmbica. És químicament similar a la terskita, la catapleiïta, la gaidonnayita, la hilairita, la keldyshita, la natrolemoynita, la tumchaïta i a algunes altres espècies.

## Formació i jaciments
Va ser descoberta a la glacera Darai-Pioz, al Tien Shan, a la Regió sota subordinació republicana (Tadjikistan), l'únic indret on ha estat descrita. Sol trobar-se associada a altres minerals com: reedmergnerita, polilitionita, microclina i aegirina.